# Lepyrus
Lepyrus är ett släkte av skalbaggar som beskrevs av Ernst Friedrich Germar 1817. Lepyrus ingår i familjen vivlar.

## Dottertaxa tillLepyrus, i alfabetisk ordning[1][2]
- Lepyrus alternans
- Lepyrus arcticus
- Lepyrus armatus
- Lepyrus asperatus
- Lepyrus bimaculatus
- Lepyrus binotatus
- Lepyrus bituberculatus
- Lepyrus brevis
- Lepyrus caesius
- Lepyrus canadensis
- Lepyrus canus
- Lepyrus capucinus
- Lepyrus chinganensis
- Lepyrus christophi
- Lepyrus christophori
- Lepyrus cinereus
- Lepyrus colon
- Lepyrus costulatus
- Lepyrus dahlii
- Lepyrus dorsalis
- Lepyrus elongatus
- Lepyrus errans
- Lepyrus flavidulus
- Lepyrus gamma
- Lepyrus ganglbaueri
- Lepyrus gemellus
- Lepyrus geminatus
- Lepyrus germinatus
- Lepyrus gibber
- Lepyrus griseus
- Lepyrus herbichi
- Lepyrus impudicus
- Lepyrus japonicus
- Lepyrus konoi
- Lepyrus labradorensis
- Lepyrus motschulskyi
- Lepyrus nebulosus
- Lepyrus nordenskioeldi
- Lepyrus notabilis
- Lepyrus oregonus
- Lepyrus palustris
- Lepyrus perforatus
- Lepyrus pinguis
- Lepyrus quadriguttatus
- Lepyrus quadrinotatus
- Lepyrus quadrituberculatus
- Lepyrus rufoclavatus
- Lepyrus rugicollis
- Lepyrus semicolon
- Lepyrus sibiricus
- Lepyrus signatipennis
- Lepyrus staudingeri
- Lepyrus terrestris
- Lepyrus tessellatus
- Lepyrus triguttatus
- Lepyrus variegatus
- Lepyrus ventricosus
- Lepyrus v-griseum
- Lepyrus volgensis